# Наскельні малюнки в Альті

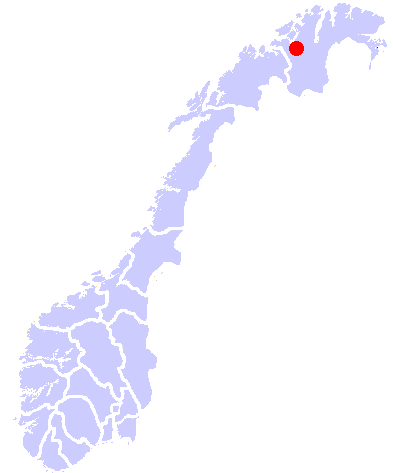
Альта на карті Норвегії

Наскельні малюнки в Алті, або петрогліфи в Алті — частина археологічного музею Алта, розташованого у фюльке Фіннмарк на півночі Норвегії.
З того часу, як знайшли перші петрогліфи які відкрили тут у 1972  році, більш ніж 5 000 печерних (наскельних) малюнків знайшли в декількох місцях навколо Алти. У містечку Jiepmaluokta, яке від цієї місцевості розташовано в чотирьох кілометрах від Алти, є близько 3 000 різноманітних малюнків. Згодом на цьому місці розмістили музей на відкритому небі , який тут діє до сьогодні. Із грудня 1985 року петрогліфи в Альті були занесені до списку світової спадщини ЮНЕСКО. Це єдиний в Норвегії пам'ятник доісторичного періоду, занесений в список Світової спадщини ЮНЕСКО
У Норвегії взагалі відомо декілька десятків петрогліфічних пам'яток у тому числі пам'ятки в Мелерстуфосені, Теннесе і цілий список інших.
Найдавніші петрогліфи в районі Альти датуються приблизно 4 200 р. до н. е., а найбільш близькі до нашого часу — приблизно 500 р. до н. е., хоча деякі дослідники вважають, що наскельні малюнки могли з'являтися тут і навіть пізніше аж до 500 року н. е. Широке різноманіття малюнків говорить про культурі мисливців-збирачів, які вміли управлять стадами оленів, будувати човни і займалися риболовлею, а також практикували обряди шаманізму. Не так багато відомо про культуру, яка робила ці малюнки, хоча науковці припускають, що люди, які зробили ці зображення, були потомками культури Комса. На противагу їм інші науковці також впевнені в тому, що саами можуть бути потомками цих різців по каменю.

## Відкриття і реставрація

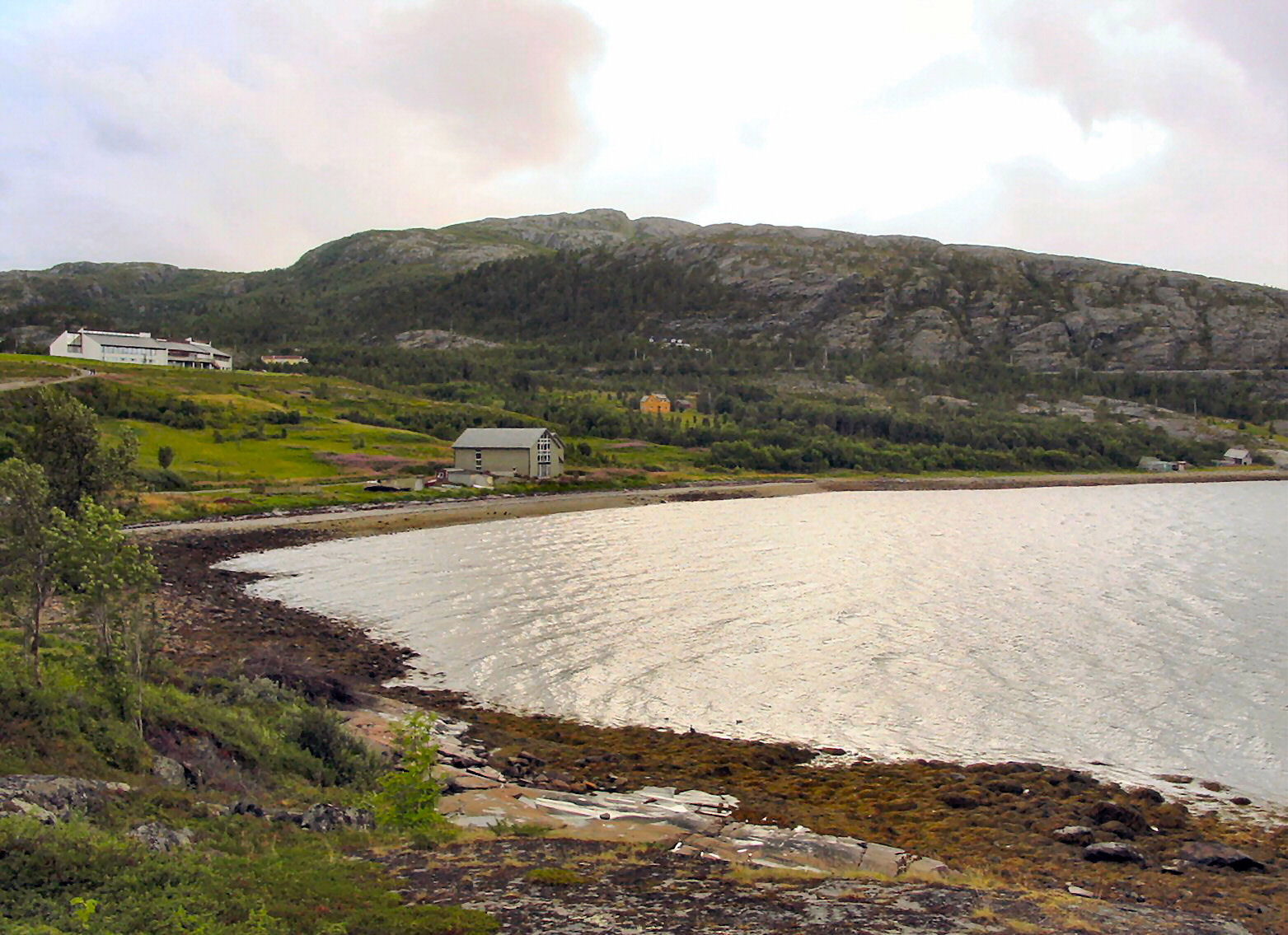
зліва боку будівля музею. Петрогліфи знаходяться вздовж стежки від музею до пляжу.

Перші зображення знайдені тут осінню 1972  року в районі Jiepmaluokta (на саамській мові назва означає «залив тюленів»), близько 4 кілометрів від центру міста Алта. Протягом 1970-х років багато інших петрогліфів відкрито по всій місцевості Алти. Основна маса петрогіфів розміщена навколо Jiepmaluokta (із близько 5 000 відомих малюнків, тут є більше 3 000). Систему дерев'яних насипів загальною протяжністю близько 3 км побудовано в Jiepmaluokta у другій половині 1980-х років, і музей Алта перевели з центру міста в район розміщення петрогліфів у 1991 році. Незважаючи на те, що навколо Алти існують інші відомі скупчення петрографів, Jiepmaluokta залишається єдиним загальнодоступним місцем.
Більшість скель навколо Алти поросло мохом і лишайниками. Після знахідки перших петрографів почали дбайливо видаляти ці нарости зі скель і каменів, щоби знайти нові малюнки, сховані від людського ока. Коли знаходять нові петрогліфи, їх фотографують і заносять у базу даних. У більшості випадків ніяких особливих мзаходів із захисту, щоби зберегти наскельні зображення видимими, не вживають (окрім заборони на проведення будівельних робіт на території парку). Особливий догляд за петрографами не є необхідним, оскільки загалом вони досить глибоко врізаються в поверхню. Тільки в районах, доступних для туристів, петрогліфи заповнені спеціальною червоною фарбою (вохрою) для їх кращої візуалізації.

## Культурний та історичний фон
У той час коли створювалися малюнки, північна частина Норвегії була населена мисливцями-збирачами, які вважались потомками культури Комса, археологічної культури мисливців та збирачів епохи пізнього палеоліту і раннього мезоліту, які поселились вздовж усього узбережжя Норвегії, займаючи територію, яка звільнилась від льодовика який охоплював цю територію під час останнього льодовикового періоду, приблизно 8000 до н. е. По наскельним малюнкам Альти, які створювалися протягом майже 5000 років, можна прослідкувати безліч культурних змін, в тому числі винайдення металічних інструментів, а також досягнення в таких галузях, як суднобудування і покращення методів риболовлі. Наскельні малюнки, особливо, найбільш раннього періоду, мають певну схожість із петрографами із північно-західної частини Росії. Таким , можна зробити висновок про можливі контакти між паралельними культурами Східної Європи.
Пов'язаність культури, яка створила наскельні малюнки Альти, і культурами Комса і саамською культурою важко зрозуміти. Так, наприклад, відомо, що економіка Комса базувалась виключно на полюванні тюленів, хоча, ні одного зображення тюленя в околицях Альти не знайдено. Разом з тим, оскільки обидві культури існували практично в одному географічному районі протягом майже двох тисяч років, в той чи іншій формі контакти між культурами могли б відбутися. Зв'язок із саамською культурою є можливим тим більш можливою, через то що багато традиційних декоративних елементів на саамських знаряддях праці та музичних інструментів є дуже схожими на малюнки в Альті.
Петрогліфи в Альті були створені з використанням зубила зробленого із кварциту та молоту виробленого із більш твердих порід. Можливі прообрази долота були знайдені на всій території навколо Альти, і виставляються у музеї Альти. Напевно, кам'яне долото використовувалось тут навіть після того як люди почали користуватися металевими знаряддями праці.
Через еіект підняття поверхні після відступу льодовика вся Скандинавія піднімалися над рівнем моря, після кінця льодовикового періоду. Хоч цей ефект і до сьогодні помітний (ріст відбувається із швидкістю близько 1 см на рік), він, як припускають, раніше відбувався набагато швидшими темпами. Можливо, в ті часи, коли петрогліфи Альти були створені, цей підйом земної кори був помітний за життя одного покоління людей. Рахується , що більшість із петрогліфів були першочергово розміщені ближче до моря , але через те що піднялася суша перемістились в глиб континенту на декілька десятків метрів.

## Музей Альта
Музей Альти експонує знахідки які пов'язані із культурою яка була причетна до створення малюнків, а також існують декілька експозицій пов'язаних із саамською культурою і істрією району Альта під час Другої світової війни. У 1993 році музей Альти отримав почесне звання «Європейський музей року».

## Інтерпретація зображень

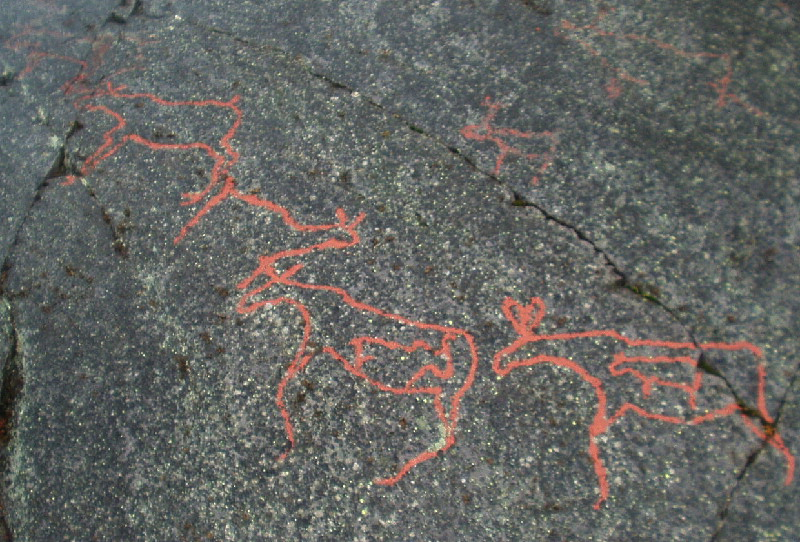
Двоє вагітних самиць із видними плодами всередині.

Оскільки не існує ніяких письмових джерел періоду створення петрографів, не має і способів дізнатися які цілі мали на меті ті хто створив наскельні малюнки і що стимулювало їх створення.
Можливо, вони використовувались ритуалах шаманів, обмежували кордони територій племен, які являють собою запис важливих подій в історії племен і навіть були найпростішими формами мистецтва але і слугували для естетичних цілей. Так що окремі малюнки показують такі різні образи і створювались протягом довгого часу, є імовірним, що петрогліфи могли б служити любій з цілей які перераховані вище. Деякі з найбільш поширених типів зображень перераховані нижче:

### Тварини
На наскельних малюнках можна знайти широкий спектр тваринного світу. Серед них найбільш типовим є зображення оленів, досить часто вони об'єднані у великі стада, на які ведеться полювання. Зображення оленів за плотом, скоріш за все, вказують на те, що якийсь контроль над цими тваринами існував із давніх часів. Крім оленів часто можна знайти зображення лосів, різноманітних видів птахів і риб. Вагітні тварини часто зображались із плодами які можна побачити всередині своєї матері.

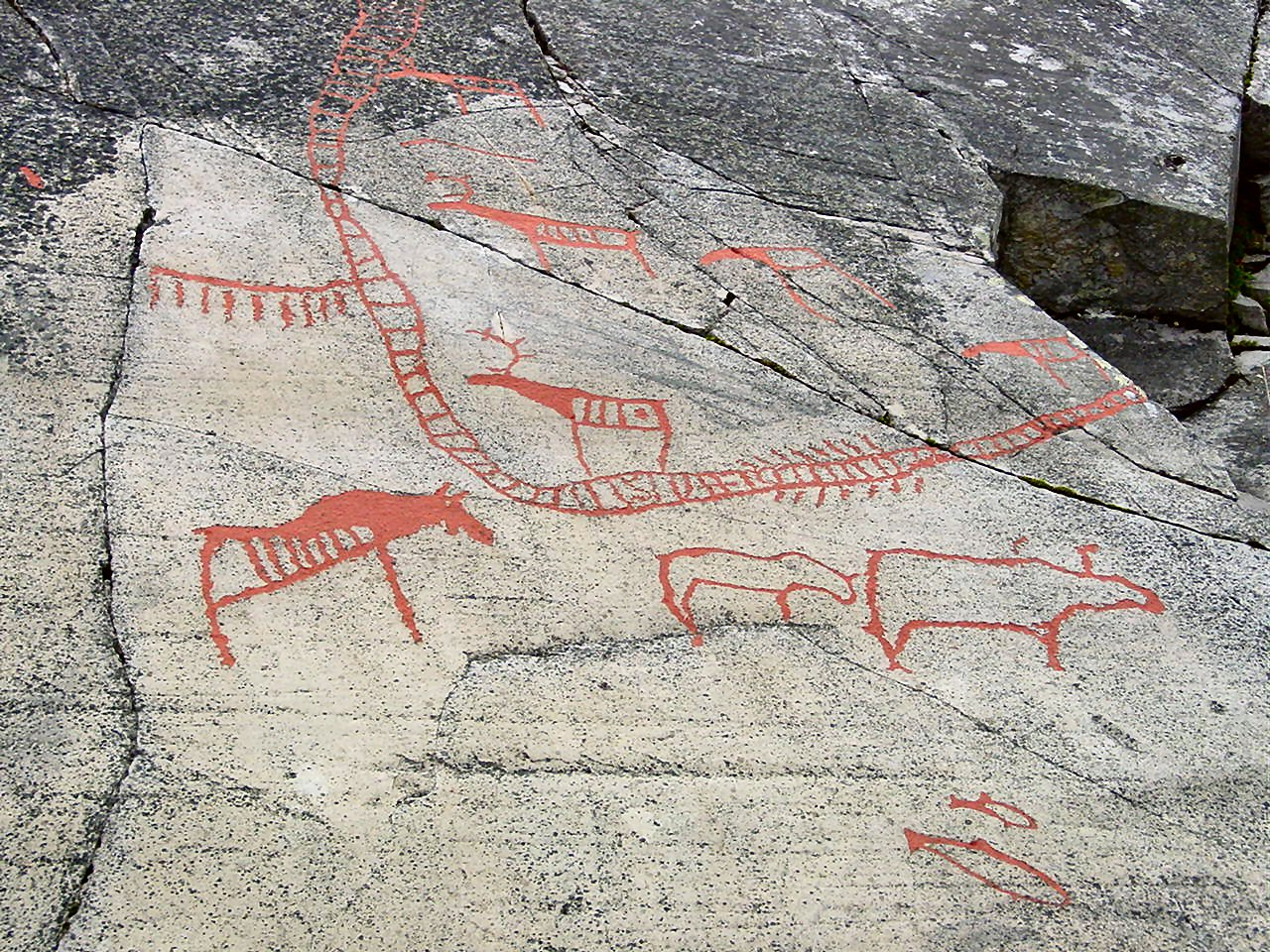
Петрогліфи із зображенням загорож, певно, вказують на те, що процес одомашнення тварин був типовий і для Скандинавії.

Доволі дивним видається той факт, що згідно археологічних знахідок, від 30 до 95 % раціону харчування древніх людей складають дари моря, проте сцени рибної ловлі зустрічаються тільки в 1 % відомих петрографів. Можливим поясненням цього факту є те що рибний промисел у прибережних водах був набагато менш важким і небезпечним, ніж полювання на великих тварин, і тому ритуали які повинні були забезпечити успіх не розглядались рибалками як такі що є необхідними і те що тварини грали велику роль в культах і мали більше релігійне значення, можливо зображались частіше.

#### Ведмеді
Ведмідь, певно, грав особливу роль в культурі доісторичних людей: вони займають важливе місце на багатьох наскельних малюнках і часто зображаються не тільки в якості тварин, на яких йде полювання, але також часто можна знайти петрогліфи, із яких можна зробити висновок, що ведмідь був символом поклоніння (що може бути дуже імовірно, оскільки культ ведмедя відомий і у багатьох давніх культурах Росії, Північної Америки а також в культурі саамів. В той час як шляхи рухів багатьох тварин і людей горизонтальні, тільки зображення ведмедів вертикальні, тобто зображуються що вони містить риси як людей так і тварин і пересікають їх. Це дозволило деяким дослідникам висунули припущення, що ведмеді, можливо, були в той чи іншій ступені пов'язані з культом загробного життя (чи смерті в цілому), так як вертикальний напрямок малюнків ведмедів, як уявляються, вказує на можливість ведмедів пройти між різними межами світу Зображення ведмедів зникають до 1700 р н. е., що, можливо, вказує на зміну в релігійних віруваннях тих часів.

### Сцени полювання і риболовлі

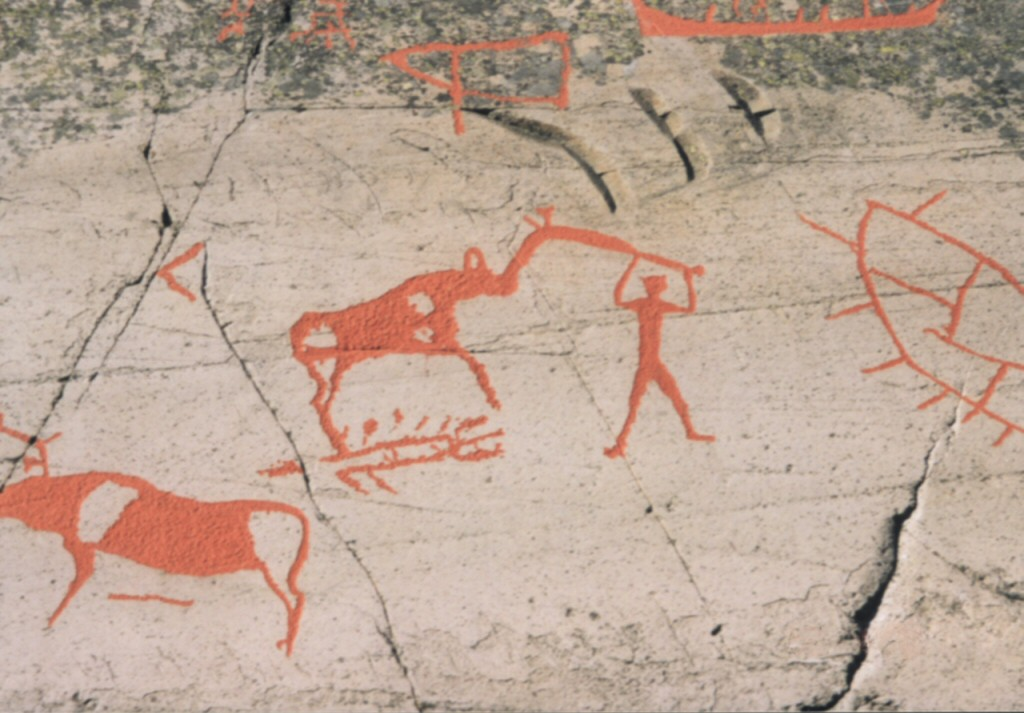
Полювання на лося. Ця сцена має альтернативне тлумачення — шаман спілкується із твариною.

Більша частина сцен, які зображають людей, показують мисливців у той момент як вони переслідують свою здобич. Ці сцени традиційно пов'язуються із ритуалами підготовки до полювання, хоча сучасні дослідники схиляються до більш складного трактування і вважають, що зображення різноманітних сцен полювання представляють символи окремих племен, а взаємодія між ними — це існуючі чи бажані міжплемінні відносини. Зображення спису чи луку із стрілами можна побачити із найбільш раннього періоду, що свідчить про те, що використовування таких інструментів було відомих із найдавнішого часу. Крім того, рибаки часто зображуються у час як вони використовують вудочки, що свідчить про те, що метод створення риболовецьких гачків і використовування наживки було відомим цим різцям по камінню.
Особливий інтерес представляють малюнки човнів: в той час як найбільші риболовні човни з'являються із самих ранніх петрографів, пізніше з'являються все більш великі судна, деякі з них перевозять і до 30 людей і прикрашені зображеннями тварин на носовій і кормовій частинах, нагадуючи довгі кораблі вікінгів. Це, стоїть поруч з тим фактом, що подібні зображення великих човнів були знайдені в прибережних районах на півдні Норвегії, скоріш за все, вказують на можливість дальніх подорожей вздовж берегів на цих човнах.

### Сцени із повсякденного життя і сцени ритуалів
Особливо важко трактувати сенс наскельних малюнків із зображеннями людей; сцени які показують танці, приготування їжі чи статеві відносини можуть також бути зображеннями відповідних обрядів. Крім того, навіть ці малюнки на насправді зображають епізоди із повсякденного життя, залишається незрозумілим, чому ці конкретні сцени були висічені в камені. Зображення статевих актів можуть бути пов'язані із ритуалах народження нового, сцени, які показують приготування їжі, можливо, були покликані забезпечити велику кількість їжі. Деякі сцени показують людей с особливим соціальним статусом , чому є свідченнями особливі головні убори а також більш помітне розташування тих хто носить ці головні убори серед своїх одноплемінників. Можливо, це священники, шамани чи правителі племені. Якщо припущення є вірним, то це дійсно правителі племені, і ці петрогліфи можна трактувати як запис історичних подій, пов'язаних із племенем, таких як прихід до влади правителя, його весілля чи встановлення відносин із іншими племенами.

### Геометричні символи
Самі загадкові петрогліфи — це набір геометричних символів, які були найдені серед самих старих наскельних малюнків в цьому районі. Деякі з цих об'єктів мають округлу форму і оточені по периметру іншими об'єктами, також зустрічаються важкі структури, які складаються з вертикальних і горизонтальних ліній.
Хоча деякі з цих об'єктів можуть зображувати найпростіші засоби праці або схожі об'єкти (наприклад, скупчення вертикальних і горизонтальних ліній трактують як риболовну сітку), все ж більшість з цих символів залишаються неясними.

## Галерея

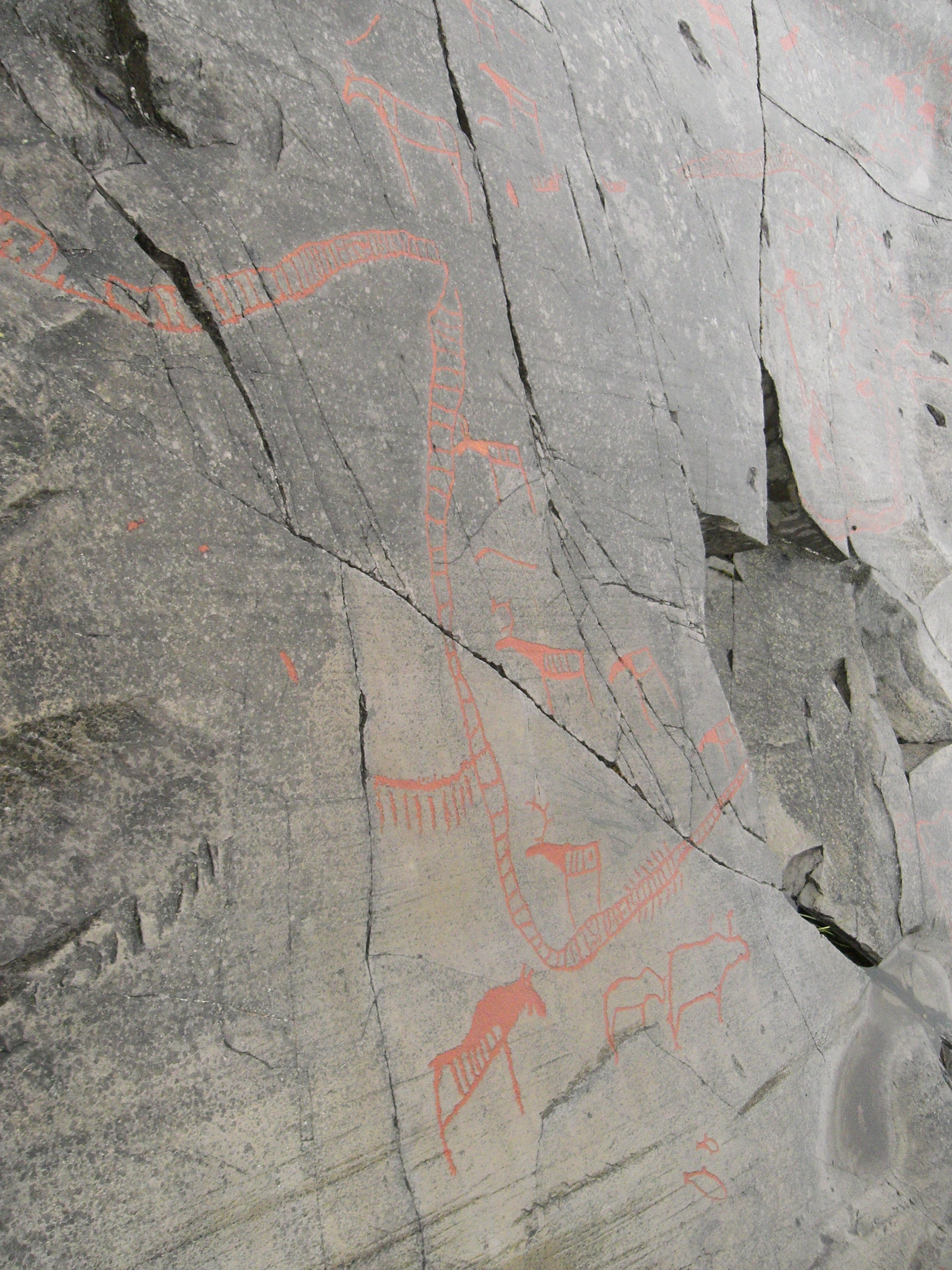
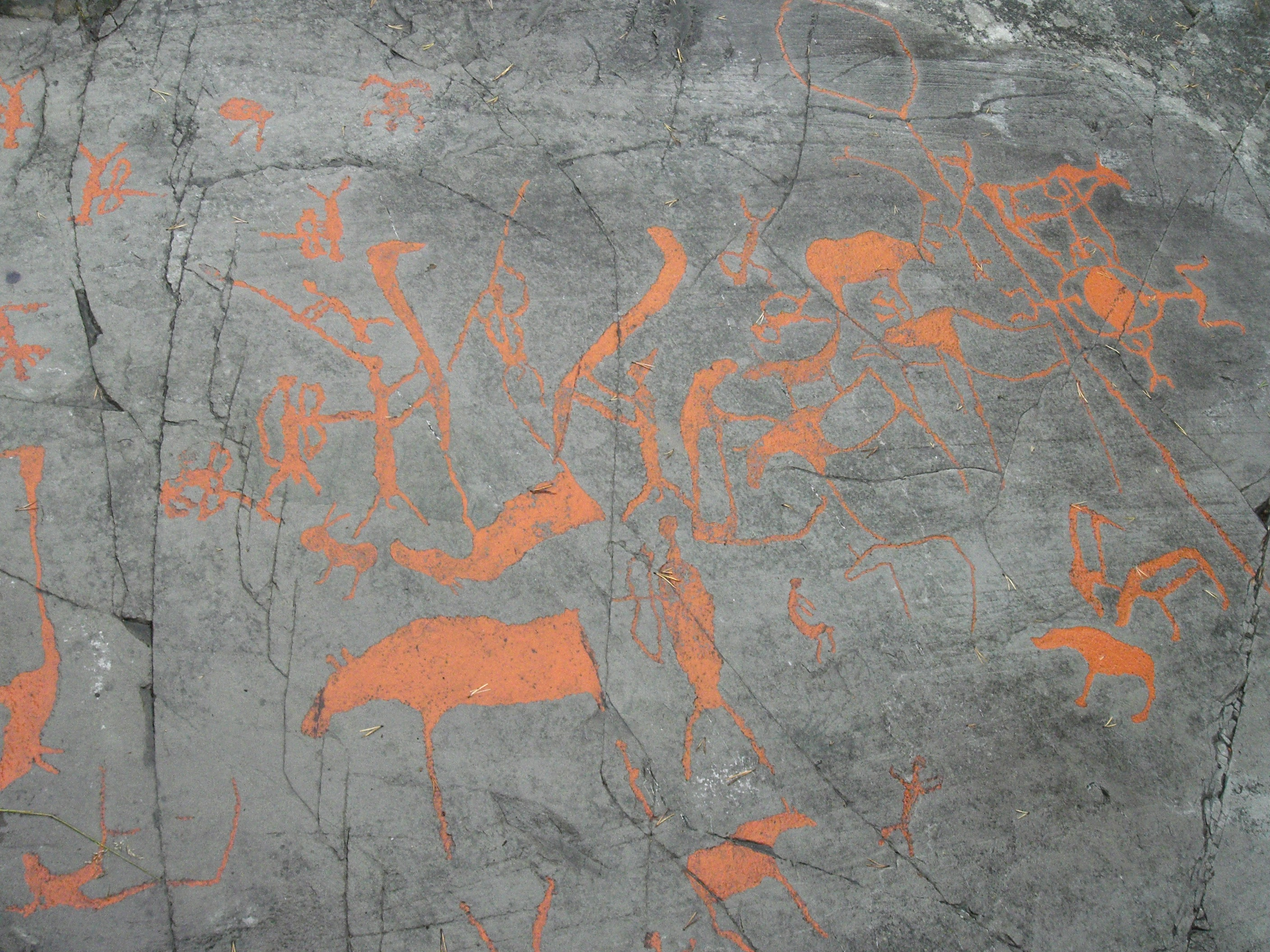
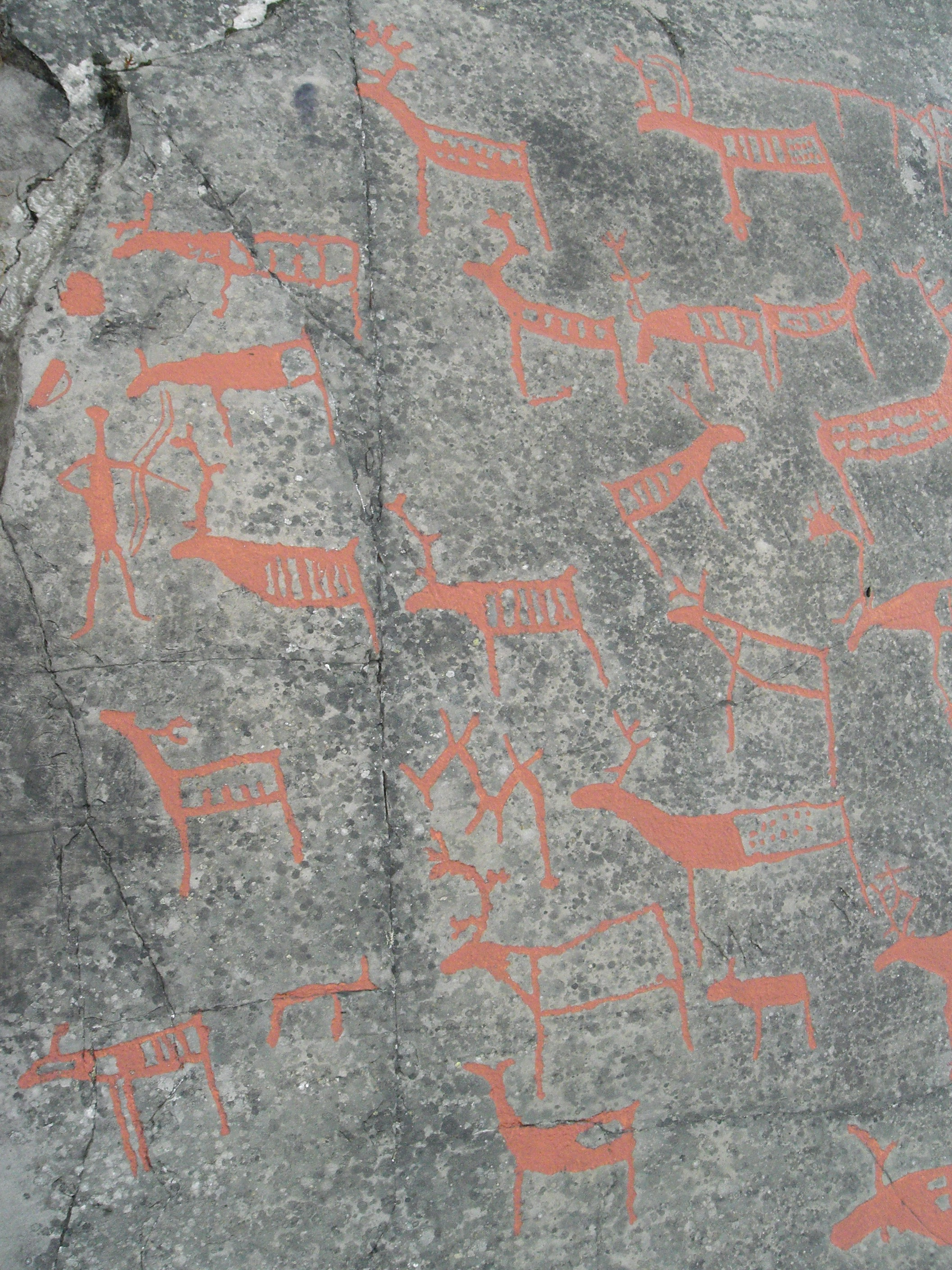